# Henry Grey (1er duc de Suffolk)
Pour les articles homonymes, voir Henry Grey et Grey.
Henry Grey (17 janvier 1517 – 23 février 1554), 3e marquis de Dorset puis 1er duc de Suffolk, est un noble anglais de la période Tudor. Il est principalement connu pour avoir été le père de la « reine de neuf jours », Jeanne Grey.

## Biographie
Henry est le fils de Thomas Grey, 2e marquis de Dorset et de Margaret Wotton. Par son père, c'est un arrière-petit-fils d'Élisabeth Woodville, l'épouse d'Édouard IV, issu de son premier mariage avec Sir John Grey. Henry Grey devient le troisième marquis de Dorset en 1530, à la mort de son père.

### Sous le règne d'Henry VIII
En 1533, avec l'accord du roi Henry VIII, il épouse Frances Brandon (1517-1559), nièce du roi. Elle est en effet la fille de Marie Tudor et de l'ancien favori royal, Charles Brandon. Le couple a trois enfants qui survivent à l'enfance : Jeanne  (1537-1554), Catherine (1540-1568) et Marie (1545-1578).
Avant la mort d'Henry VIII, en 1547, Grey devient une figure incontournable à la Cour. En tant que chevalier du Bain, il porte l'épée du roi au couronnement d'Anne Boleyn, en 1533, à l'arrivée d'Anne de Clèves en 1540, et à la reddition de Boulogne en 1545. Il porte deux fois le chapeau royal (Cap of Maintenance) au Parlement. Il participe au commandement de l'armée en France en 1545. En 1547, il est élu dans l'ordre de la Jarretière.

### Sous le règne d'Édouard VI
À la mort d'Henry VIII, Grey tombe en disgrâce, étant en conflit avec Edward Seymour, Lord Protecteur d'Angleterre et principal ministre du roi Édouard VI. Retourné à sa maison de Bradgate, Grey se préoccupe d'élever sa famille aux plus hautes sphères de l'État. À cette fin, il complote avec le propre frère du Lord Protecteur, Thomas Seymour, pour que sa fille Jeanne épouse le Roi. Le plan échoue, et s'achève par l'exécution de Seymour qui a tenté d'enlever  le roi, mais Grey s'en sort sans dommage.
En 1549, John Dudley, comte de Warwick, renverse le protectorat et s'assure du pouvoir en nommant des amis loyaux au Conseil privé, dont Henry Grey. En récompense de ses services, il est fait duc de Suffolk le 11 octobre 1551, lors de la cérémonie qui élève John Dudley au rang de duc de Northumberland.
Henry Grey est connu pour son zèle protestant. Le réformateur suisse Heinrich Bullinger lui dédie un livre en 1551, et correspond fréquemment avec la famille. Au Parlement et au Conseil privé, Grey appuie l'avance des réformes protestantes. Il fait du Leicestershire un des comtés les plus fidèles au protestantisme de l'Angleterre moderne.

### Avènement de la reine Jeanne
Très malade, et voyant sa fin proche, Édouard VI accepte la demande de Northumberland d'unir la fille de Suffolk, Jeanne au fils de Northumberland, Guilford Dudley, le 15 mai 1553. Édouard désigne ensuite Jeanne comme son successeur. Édouard meurt le 6 juillet 1553 et, trois jours après, Suffolk, Northumberland et les autres membres du Conseil privé proclament Jeanne reine. La jeune reine est rapidement renversée, alors qu'un grand nombre des forces armées du pays rejoignent la fille aînée d'Henry VIII, Marie.
Grâce à l'amitié qui unissait son épouse Frances et sa cousine Marie, Grey, sa fille et son gendre échappent provisoirement à l'exécution. Cependant, Marie les fait exécuter après qu'Henry Grey soit convaincu de haute trahison pour sa participation à la tentative de Thomas Wyatt de la renverser, quand elle annonce son intention d'épouser Philippe II d'Espagne.

### Source
- (en) Cet article est partiellement ou en totalité issu de l’article de Wikipédia en anglais intitulé « Henry Grey, 1st Duke of Suffolk » (voir la liste des auteurs).